# Campionato Carioca 2024
Il Campionato Carioca 2024 è stata la 127ª edizione del Campionato Carioca. essendo lo stesso modello delle ultime due edizioni a causa del cambiamento dei criteri di classificazione pubblicati dalla CBF, per la Coppa del Brasile 2025, è stato concordato che i posti nel Campionato Carioca sarebbero stati distribuiti come segue: i quattro migliori della Taça Guanabara e il campione della Taça Rio.

## Squadre partecipanti
| Squadra           | Allenatore                |
| ----------------- | ------------------------- |
| Audax Rio         | Tuca Guimarães            |
| Bangu             | non conosciuta (bandiera) |
| Boavista-RJ       | Filipe Cândido            |
| Botafogo          | non conosciuta (bandiera) |
| Flamengo          | Tite                      |
| Fluminense        | Fernando Diniz            |
| Madureira         | Daniel Neri               |
| Nova Iguaçu       | Carlos Vitor              |
| Portuguesa-RJ     | João Carlos Ângelo        |
| Sampaio Corrêa-RJ | Alfredo Sampaio           |
| Vasco da Gama     | Ramón Díaz                |
| Volta Redonda     | Rogério Corrêa            |

## Taça Guanabara
|  | Pos. | Squadra           | Pt | G  | V | N | P  | GF | GS | DR  |
|  | ---- | ----------------- | -- | -- | - | - | -- | -- | -- | --- |
|  | 1    | Flamengo          | 27 | 11 | 8 | 3 | 0  | 23 | 1  | +22 |
|  | 2    | Nova Iguaçu       | 24 | 11 | 7 | 3 | 1  | 18 | 13 | +5  |
|  | 3    | Vasco da Gama     | 22 | 11 | 6 | 4 | 1  | 20 | 10 | +10 |
|  | 4    | Fluminense        | 21 | 11 | 6 | 3 | 2  | 17 | 11 | +6  |
|  | 5    | Botafogo          | 20 | 11 | 6 | 2 | 3  | 19 | 11 | +8  |
|  | 6    | Boavista-RJ       | 18 | 11 | 5 | 3 | 3  | 18 | 21 | -3  |
|  | 7    | Portuguesa-RJ     | 14 | 11 | 3 | 5 | 3  | 9  | 12 | -3  |
|  | 8    | Sampaio Corrêa-RJ | 10 | 11 | 3 | 1 | 7  | 14 | 17 | -3  |
|  | 9    | Madureira         | 10 | 11 | 3 | 1 | 7  | 9  | 13 | -4  |
|  | 10   | Volta Redonda     | 9  | 11 | 2 | 3 | 6  | 12 | 19 | -7  |
|  | 11   | Bangu             | 8  | 11 | 2 | 2 | 7  | 12 | 24 | -12 |
|  | 12   | Audax Rio         | 0  | 11 | 0 | 0 | 11 | 1  | 20 | -19 |

Legenda:
     Vincitore del Taça Guanabara 2024 e qualificato per la Fase Finale e la Coppa del Brasile 2025
     Qualificato per la Fase Finale e la Coppa del Brasile 2025
     Ammessa alla Taça Rio
     Retrocesse in Série A2 2024
Note:
Tre punti a vittoria, uno a pareggio, zero a sconfitta.
|                | AUD | BAN | BOA | BOT | FLA | FLU | MAD | NOV | POR | SAM | VAS | VRE |
| -------------- | --- | --- | --- | --- | --- | --- | --- | --- | --- | --- | --- | --- |
| Audax Rio      | –   | 0-1 | 0-1 | 0-2 | –   | 0-1 | –   | 1-2 | –   | 0-4 | –   | –   |
| Bangu          | –   | –   | –   | –   | 0-3 | –   | 2-1 | 2-3 | –   | –   | 2-2 | 1-1 |
| Boavista       | –   | 5-3 | –   | 1-0 | –   | 2-2 | –   | –   | 2-2 | 3-2 | –   | –   |
| Botafogo       | –   | 2-0 | –   | –   | –   | –   | 1-0 | 2-2 | 1-1 | 2-0 | 2-4 | –   |
| Flamengo       | 4-0 | –   | 4-0 | 1-0 | –   | 2-0 | 3-0 | –   | –   | –   | –   | 3-0 |
| Fluminense     | –   | 4-1 | –   | 2-4 | –   | –   | –   | 3-0 | 2-1 | 1-0 | 0-0 | –   |
| Madureira      | 1-0 | –   | 3-0 | –   | –   | 0-1 | –   | –   | 0-0 | –   | –   | 3-1 |
| Nova Iguaçu    | –   | –   | 1-1 | –   | 1-1 | –   | 1-0 | –   | –   | 2-1 | 2-0 | –   |
| Portuguesa     | 1-0 | 1-0 | –   | –   | 0-0 | –   | –   | 1-2 | –   | 1-0 | –   | –   |
| Sampaio Corrêa | –   | 2-0 | –   | –   | 0-2 | –   | 2-1 | –   | –   | –   | 3-3 | 0-2 |
| Vasco da Gama  | 1-0 | –   | 2-0 | –   | 0-0 | –   | 2-0 | –   | 4-0 | –   | –   | 2-1 |
| Volta Redonda  | 2-0 | –   | 2-3 | 0-3 | –   | 1-1 | –   | 1-2 | 2-2 | –   | –   | –   |

## Taça Rio
|  | Semifinali        | Semifinali        | Semifinali | Semifinali | Semifinali |  |  | Finale       | Finale       | Finale | Finale | Finale |  |
|  |                   |                   |            |            |            |  |  |              |              |        |        |        |  |
|  | Botafogo          | Botafogo          | 2          | 2          | 4          |  |  |              |              |        |        |        |  |
|  | Sampaio Corrêa-RJ | Sampaio Corrêa-RJ | 1          | 1          | 2          |  |  | Botafogo (#) | Botafogo (#) | 4      | 2      | 6      |  |
|  | Boavista-RJ       | Boavista-RJ       | 1          | 3          | 4          |  |  | Boavista-RJ  | Boavista-RJ  | 0      | 0      | 0      |  |
|  | Portuguesa-RJ     | Portuguesa-RJ     | 1          | 2          | 3          |  |  |              |              |        |        |        |  |

Legenda:
(#) Vincitore del Taça Rio 2024 e qualificato per la Coppa del Brasile 2025

## Fase Finale
|  | Semifinali    | Semifinali    | Semifinali | Semifinali | Semifinali |  |  | Finale      | Finale      | Finale | Finale | Finale |  |
|  |               |               |            |            |            |  |  |             |             |        |        |        |  |
|  | Flamengo      | Flamengo      | 2          | 0          | 2          |  |  |             |             |        |        |        |  |
|  | Fluminense    | Fluminense    | 0          | 0          | 0          |  |  | Flamengo    | Flamengo    | 3      | 1      | 4      |  |
|  | Nova Iguaçu   | Nova Iguaçu   | 1          | 1          | 2          |  |  | Nova Iguaçu | Nova Iguaçu | 0      | 0      | 0      |  |
|  | Vasco da Gama | Vasco da Gama | 1          | 0          | 1          |  |  |             |             |        |        |        |  |